# Bryum urbanskyi
Bryum urbanskyi är en bladmossart som beskrevs av Brotherus in Drygalski 1906. Bryum urbanskyi ingår i släktet bryummossor, och familjen Bryaceae. Inga underarter finns listade i Catalogue of Life.